# Mariko Kurata
Mariko Kurata (倉田まり子, Kurata Mariko) és una ex cantant, ex actriu de veu i actualment orientadora professional japonesa. El seu nom real és Mariko Tsubota (坪田まり子). Ha publicat nombrosos llibres d'autoajuda i actualment treballa com a professora d'universitat.

## Biografia
Va nàixer a la ciutat de Isahaya, a la Prefectura de Nagasaki, al Japó. Es graduà a l'institut femení Hiji Girls' High School i poc després començà la seua carrera com artista. Des de l'any 1978 al 1981 actuà com a cantant i ballarina en un grup al programa "Let's go Young" de la cadena de televisió nacional NHK. El 21 de gener del 1979 va fer el seu debut a la discogràfica King Records amb el single titulat "Graduation".
El seu tercer single, titulat "HOW! Wondeful" fou un èxit guanyant i obtenint bones puntuacions als nombrosos concursos musicals aquell any, cosa que faria la cançó molt popular, guanyadora d'un dels premis d'artista revelació dels XXI Japan Record Awards (31 de desembre de 1979). A més de cantar, també va fer d'actriu de veu en diferents sèries d'animació com ara "Nine".
Malgrat això, l'any 1985 resultà implicada en un escàndol de corrupció. A partir d'això, tot i que va negar cap relació o implicació, es va vore obligada a deixar el món de l'espectacle.
Després d'això, l'any 2003 començà la seua carrera dins del món de l'emprenedoria independent. Abans havia treballat com a professora, secretària d'una firma de dret internacional i conferenciant de l'escola preparatòria LEC. Sota el nom de Mariko Tsubota (el seu nom real) s'ha dedicat a escriure llibres d'orientació professional i autoajuda, on aconsella al públic general en assumptes de negocis i altres on escriu d'orientació laboral per a universitaris. També és experta en la millora d'habilitats de presentació per a empreses i governs locals, enfortiment de les capacitats de vendes. Des de principis de l'any 2010 fa feina com a professor associat de la universitat Tokyo Gakugei.
Des del 2015, Tsubota pren una postura de distanciament dels mitjans de comunicació, de fet, al seu web oficial i professional no esmenta cap paraula dels seus temps com artista. No obstant, Mariko Tsubota no ha posat mai cap restricció per a l'emissió i enregistrament de les seues cançons, tant es així que des de la seua retirada al 1984/1985 s'han editat diferents àlbums recopilatoris i versions en CD dels seus àlbums originals en vinil.

## Discografia

### Senzills[5]
- "Graduation" (グラジュエイション) 21/1/1979
- "Itsu ka anata no uta ga" (いつかあなたの歌が) 5/5/1979
- "HOW! Wonderful" (HOW! ワンダフル) 21/8/1979
- "Evening Scandal" (イヴニング・スキャンダル) 21/1/1980
- "June Roman" (June浪漫) 21/4/1980
- "DAY BY DAY" 21/7/1980
- "Sayonara Rainy Station" (さよならレイニー・ステーション) 21/9/1980
- "Koi wa LIE·LIE·LIE" (恋はライ・ライ・ライ) 5/2/1981
- "Koi wa Ami Ami" (恋はAmi Ami) 5/5/1981
- "Kanashimi no Poesie" (哀しみのポエジー) 21/7/1981
- "Canariya" (カナリヤ) 21/3/1982
- "Tsumetai ame" (冷たい雨) 21/6/1982
- "Haru no Arashi" (春の嵐) 21/3/1983
- "Mannatsu no Runner" (真夏のランナー) 5/5/1983
- "Hisochide no dekigoto" (避暑地の出来事) 21/7/1983
- "Aoi Photograf" (青いフォトグラフ) 5/9/1983
- "Koibito sengen" (恋人宣言) 5/2/1984

### Albums[5]
- Anata ni meguriaete (あなたにめぐり逢えて・・・・) 21/11/1979
- Stormy Weather (ストーミー・ウェザー) 21/6/1980
- Diary (ダイアリー) 5/12/1980
- Good Proportion (グッド・プロポーション) 21/7/1981
- Twenty Girl Concert Live '81 (Twenty Girl コンサート'81・ライヴ) 17/8/1981
- Ai no shinkirō (愛の蜃気楼) 21/6/1982